# Forever (chanson de Crystal Kay)
Pour les articles homonymes, voir Forever.
Singles de Crystal Kay
Delicious na Kinyoubi / Haru Arashi
(2012) Kimi ga Ita Kara
(2015)
Forever est le 29e single de la chanteuse Crystal Kay sorti sous le label Universal Music Japan le 6 juin 2012 au Japon.
Forever a été utilisé comme thème d'ouverture de l'émission CDTV. Elle se trouve sur l'album Vivid.

## Liste des titres
| 1. | Forever                                  |  |
| 2. | Forever (SKY HIGH REMIX)                 |  |
| 3. | Haru Arashi (BONEBOX REMIX) (ハルアラシ) |  |
| 4. | Forever (Instrumental)                   |  |